# Cali Open 2024
Il Cali Open 2024 è stato un torneo maschile di tennis professionistico. È stata la 3ª edizione del torneo, facente parte della categoria Challenger 75 nell'ambito dell'ATP Challenger Tour 2024, con un montepremi di 82 000 $. Si è giocato dal 16 al 22 settembre 2024 sui campi in terra rossa del Club Campestre di Cali, in Colombia.

## Partecipanti

### Teste di serie
| Nazionalità | Giocatore                  | Ranking* | Testa di serie |
| ----------- | -------------------------- | -------- | -------------- |
| Argentina   | Thiago Agustín Tirante     | 97       | 1              |
| Bolivia     | Hugo Dellien               | 107      | 2              |
| Argentina   | Román Andrés Burruchaga    | 125      | 3              |
| Bolivia     | Murkel Dellien             | 183      | 4              |
| Argentina   | Juan Manuel Cerúndolo      | 185      | 5              |
| Argentina   | Facundo Mena               | 190      | 6              |
| Francia     | Enzo Couacaud              | 211      | 7              |
| Argentina   | Santiago Rodríguez Taverna | 226      | 8              |

* Ranking al 9 settembre 2024.

### Altri partecipanti
I seguenti giocatori hanno ricevuto una wild card per il tabellone principale:
- Frazier Rengifo
- Johan Alexander Rodríguez
- Pavlos Tsitsipas

I seguenti giocatori sono entrati in tabellone come alternate:
- Valerio Aboian
- Luciano Emanuel Ambrogi
- Orlando Luz
- José Pereira

I seguenti giocatori sono passati dalle qualificazioni:
- Samuel Heredia
- Peter Bertran
- Juan Ignacio Londero
- Wilson Leite
- Juan Sebastián Gómez
- Juan Carlos Aguilar

## Punti e montepremi
| Torneo    | Torneo              | V     | F     | SF    | QF    | 2T    | 1T  | Q | Q2  | Q1  |
| Singolare | Punti               | 75    | 44    | 22    | 12    | 6     | 0   | 4 | 2   | 0   |
| Singolare | Premi in denaro ($) | 9 880 | 5 820 | 3 450 | 2 000 | 1 165 | 720 | – | 360 | 185 |
| Doppio    | Punti               | 75    | 44    | 22    | 12    | –     | 0   | – | –   | –   |
| Doppio    | Premi in denaro ($) | 4 250 | 2 450 | 1 480 | 880   | –     | 500 | – | –   | –   |

## Campioni

### Singolare
Juan Pablo Ficovich ha battuto in finale  Gonzalo Bueno con il punteggio di 6–1, 6–4.

### Doppio
Juan Carlos Aguilar / Conner Huertas Del Pino hanno battuto in finale  Juan Sebastián Gómez /  Johan Alexander Rodríguez con il punteggio di 5–7, 6–3, [10–7].